# George C. Cox
George Collins Cox (1851 – 1903) è stato un fotografo statunitense. famoso per i suoi scatti a Walt Whitman e Henry Ward Beecher.